# Guido Boggiani
Guido Boggiani (* 25. září 1861, Omegna, Novara – ?1901, Paraguay) byl italský malíř krajin, etnograf a fotograf indiánů Jižní Ameriky.

## Životopis
Vystudoval malířskou akademii di Brera v Miláně a poté se školil i u Filippa Carcapa. Brzy se stal významným představitelem lombardské naturalistické krajinomalby. Slibnou kariéru a společenský úspěch přerušil roku 1887 odjezdem do Jižní Ameriky. Krátce pobyl v Argentině, kde vytvořil několik rozměrných pláten. Začal obchodovat s kůžemi a při té příležitosti se dostal do vnitrozemí, kde se setkal s tamějšími domorodými kmeny. Tato zkušenost vzbudila jeho zájem o průzkum umění a zvyků obyvatel kmenů ve vnitrozemí. Při svém putování se dostal na území Paraguaye, Brazílie a Bolívie. Především ho zaujal indiánský kmen Čamakoko výrobou předmětů denní potřeby a kmen Kaďuveo, kde mohl obdivovat ornamenty, které si ženy malovaly po vlastním těle.
Do Itálie se vrátil roku 1893, přivezl si svá malířská díla a rozsáhlou etnografickou sbírku. Kromě řady přednášek své znalosti shrnul ve dvou knihách Čamakokové (1894) a Kaďuveové (1895). Po celou dobu se systematicky teoreticky připravoval na návrat do Jižní Ameriky.
V červenci 1896 se znovu vydal do Paraguaye, tentokrát si sebou vzal fotoaparát. V letech 1896–1901 vytvořil pravděpodobně 415 snímků na skleněné želatinové desky.

## Tvorba

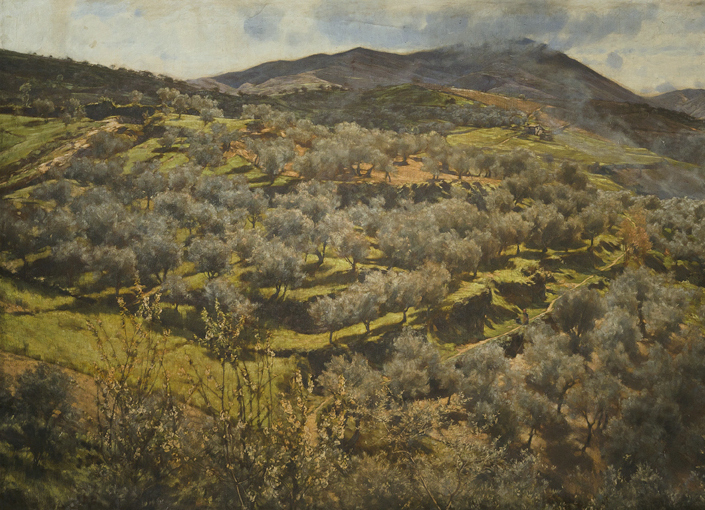
Olej Guida Boggianiho Krajina s olivovníky (asi 1880-1890)

Jeho fotografické tvorba se díky jeho výtvarnému nadání nestala jen antropologickou dokumentací. Fotografoval nejen předměty denní potřeby, krajiny, ale hlavně portréty, které pojal mimořádně kultivovaným způsobem a přispěl tak k rozvoji výtvarné fotografie, tak jak začala být vnímána až o mnoho let později.
Fotografie krajin nebyly v Boggianově fotografickém díle stěžejní. Většinou byly autorem chápány jako skici, podle kterých pak maloval své obrazy. Právě u fotografií krajin mu jako malíři očividně chyběla barva. Fotografie předmětů denní potřeby byly pak zhotovovány z čistě studijních důvodů. Ojediněle se objevovaly i pokusy o dokumentární fotografii, zde můžeme pozorovat kudy by se jeho tvorba ubírala, kdyby měl lepší technologické možnosti a více času.
Fotografie neměly jen dokumentační hodnotu. Staly se stěžejní částí jeho fotografického díla, především proto, že se mu nepodařilo dodržet pravidla antropologické dokumentace, a jako výtvarník se nedokázal ovládnout a řídil se spíše výtvarnými principy. Tím získaly jeho portréty indiánů další rozměr. Na rozdíl od fotografií krajin mu u portrétu černobílé vyobrazení vyhovovalo a napomáhalo plnému soustředění na vyobrazení portrétovaného. Kvalita portrétů domorodců mimo jiné vypovídá také o jeho postavení mezi indiány. I dnes fotografům ztěžuje práci nedůvěra indiánů a strach z fotografického přístroje, který jak se domnívají, jim krade duši. Podle zápisů v jeho deníku odměňoval Boggiani své modely drobnými dárky.

## Nejasná smrt
Na podzim roku 1901 odešel Boggiani do Gran Chacaa odkud se už on, ani jeho společník nevrátili. Krátce na to byly nalezeny ostatky obou mužů roztrhané divokou zvěří a zcela zničené fotografické vybavení včetně mnoha desek. O rok později v létě 1902 byla zorganizována v Itálii výprava, která měla objasnit tento případ. Obviněn byl indián z kmene Čamakoko, ale pro nedostatek důkazů byl zproštěn viny. Zajímavé je, že právě s tímto kmenem Bogiani několik let žil a členové tohoto kmene ho měli rádi. Pravděpodobně indiáni vraždili ze strachu před člověkem, který je měl rád, ale příliš dlouho je ohrožoval „kouzly“, která dělal se svým fotoaparátem. Nalezené důkazy a ostatky obou mužů dokazují, že s největší pravděpodobností byli oba ubiti sekerami, které byly používány pro rituální obřady k zahnání zlých duchů.

## Alberto Vojtěch Frič - následník
Český cestovatel a botanik Alberto Vojtěch Frič zajistil v letech 1904–1908 na různých místech v Paraguaye, Brazílie a Argentiny téměř veškerou Boggianiho pozůstalost. Za tyto služby spojené s vyřízením dědictví v Americe dostal od Boggianoho rodiny listinný a obrazový materiál, aby ho mohl použít pro další studium a publicistickou činnost. Krom deníků a nalezených negativů získal Frič i detailní soupis jednotlivých snímků a obrazů, které Boggiani během pobytu vytvořil. Ve Fričově pozůstalosti bylo nalezeno 175 skleněných negativů. Frič se považoval za Boggianiho následovníka a pokračoval v jeho díle, které doplnil a zpřesnil. Některé fotografie Boggianiho byly publikovány již dříve a to v etnografických a antropologických souvislostech.

## Fotogalerie

Fotografie Guida Boggianiho
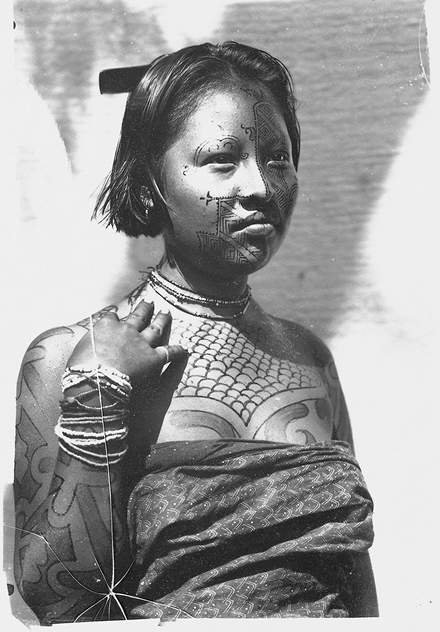
Guido Boggiani: Mladá pomalovaná žena, půl těla zepředu
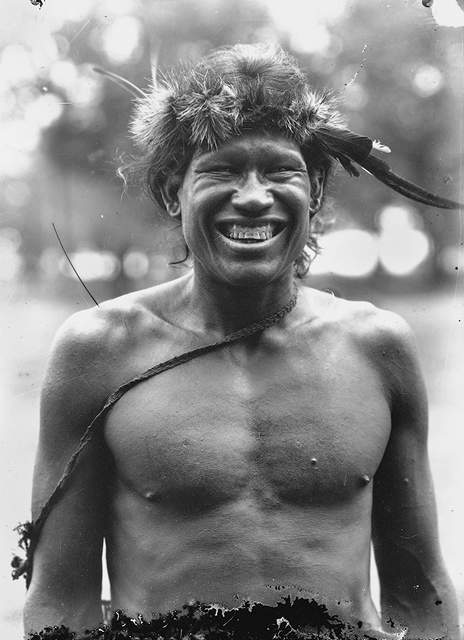
Guido Boggiani: Smějící se Míllet, poloviční postava
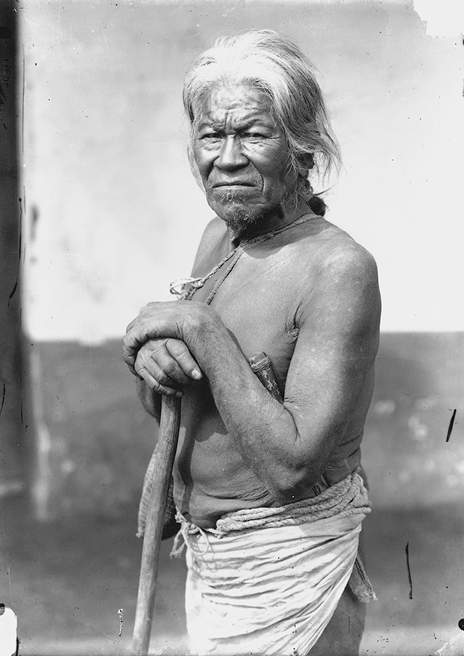
Guido Boggiani: Bělovlasý stařec, půl postavy z boku
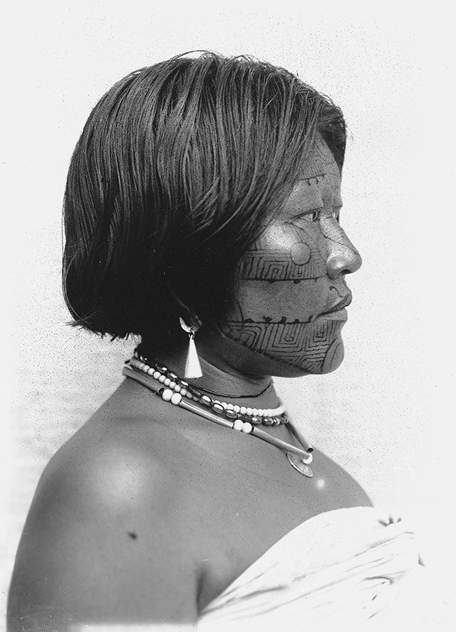
Guido Boggiani: Juancinova manželka, půl postavy z profilu

## Publikace
Až v roce 1997 vznikl projekt výstavy z fotografického díla italského malíře Guida Boggianiho (1861–1901). Tuto výstavu realizovali Pavel Frič a Yvonna Fričová, šlo o putovní výstavu, která mezi léty 1997–2002 byla představena publiku v mnoha městech České republiky, ale také v zemích jako Itálie, Finsko, Rakousko, Portugalsko.
Krom zmíněné výstavy jsou Pavel a Yvonna Fričovi autory publikace fotografií, která se nazývá Giudo Boggiani fotograf (1861–1901) a byla v roce 1997 vydána nakladatelstvím Titanic. Tato kniha získala prestižní ocenění Fotografická kniha roku 1998.
Při sestavování publikace a přípravě výstavy, kde diváci mohli vidět okolo devadesáti záběrů, byla poprvé hlavním kritériem výtvarná hodnota Boggianových snímků. Fotografie byly rozděleny do čtyř tematických celků, tak jak tomu bylo v Boggianově tvorbě. Vybrané fotografie byly znovu zvětšeny, v poměru 1:1 z originálních velkoformátových skleněných negativů bez jakýchkoliv opravných zásahů – retuší poničených míst či výřezů, tak aby byl patrný současný stav negativů a nebyl narušen účinek a původnost Boggianovi tvorby.